# Nardodipace
Nardodipace är en ort och kommun i provinsen Vibo Valentia i regionen Kalabrien i Italien. Kommunen hade 1 256 invånare (2017).